# Foresta di Oma

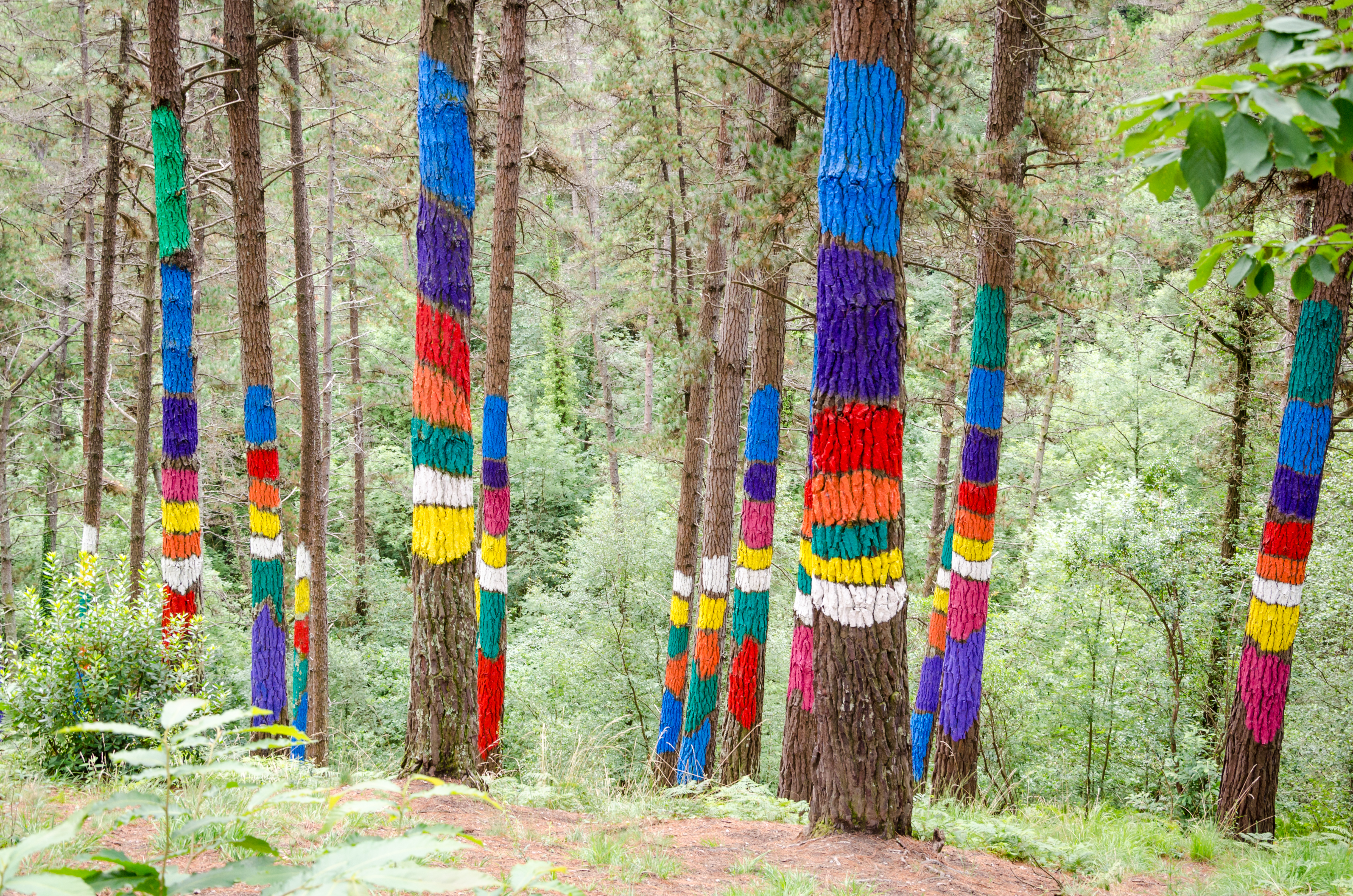
Alberi dipinti della foresta di Oma.

La foresta di Oma (in lingua basca: Omako basoa), situata nella Riserva della Biosfera di Urdaibai, è un'opera artistica creata dallo scultore e pittore basco, Agustín Ibarrola, tra gli anni 1982 e 1985. Ispirato al movimento artistico della Land art, l'artista ha dipinto una serie di tronchi d'albero con colori vivaci e figure che, se guardate da una certa prospettiva, assumo forme geometriche, umane e animali. L'opera si trova su una delle colline della foresta di Oma, nella località di Kortezubi, vicino alla grotta di Santimamiñe, non troppo lontana dalla casa natale dell'artista. Agustín Ibarrola ha concepito la foresta animata o foresta di Oma come la manifestazione della rapporto tra la natura e l'essere umano.
È in questo scenario magico che il drammaturgo Pedro Víllora ha ambientato la sua tragedia Electra en Oma.

## Galleria d'immagini

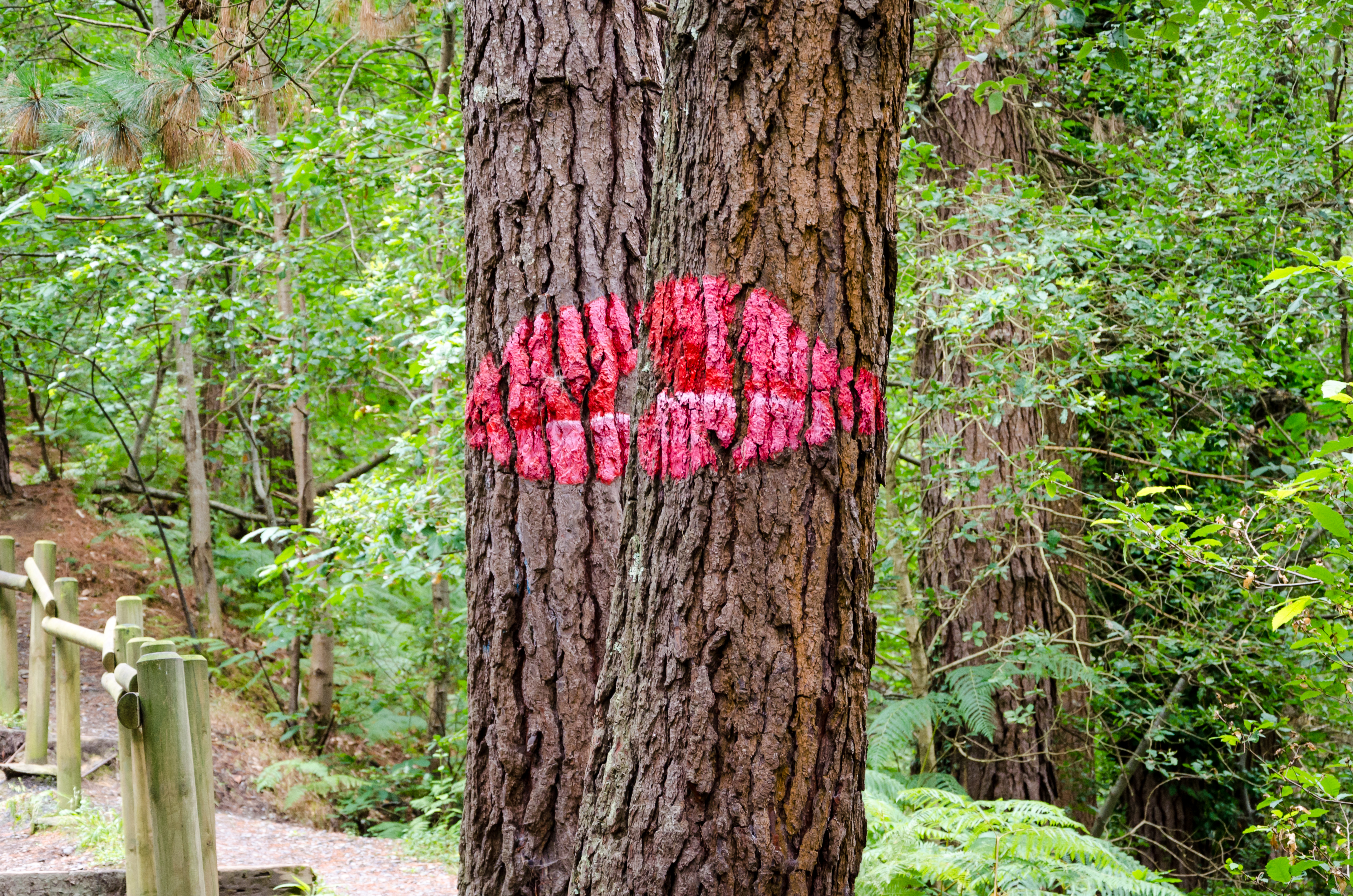
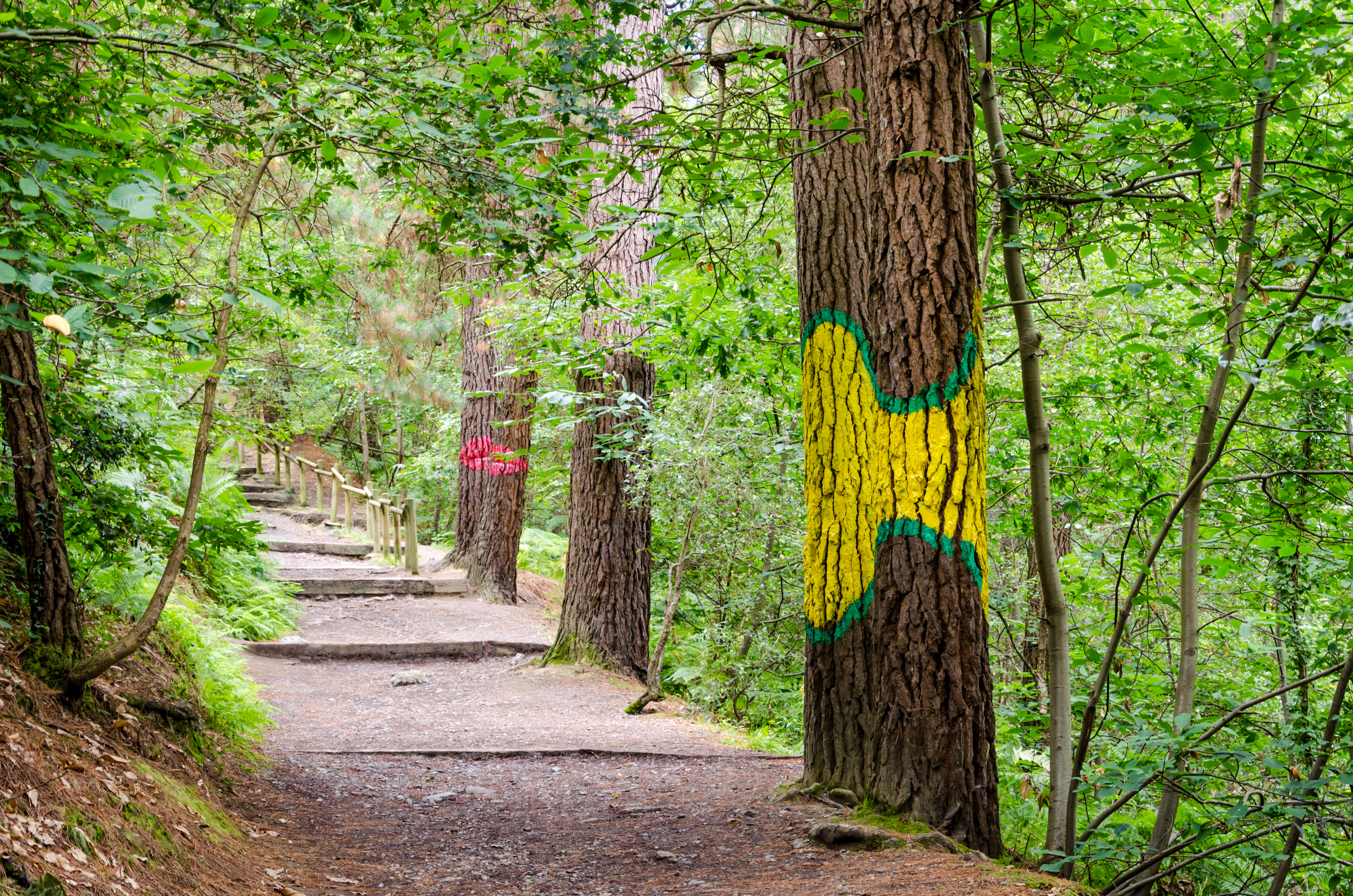
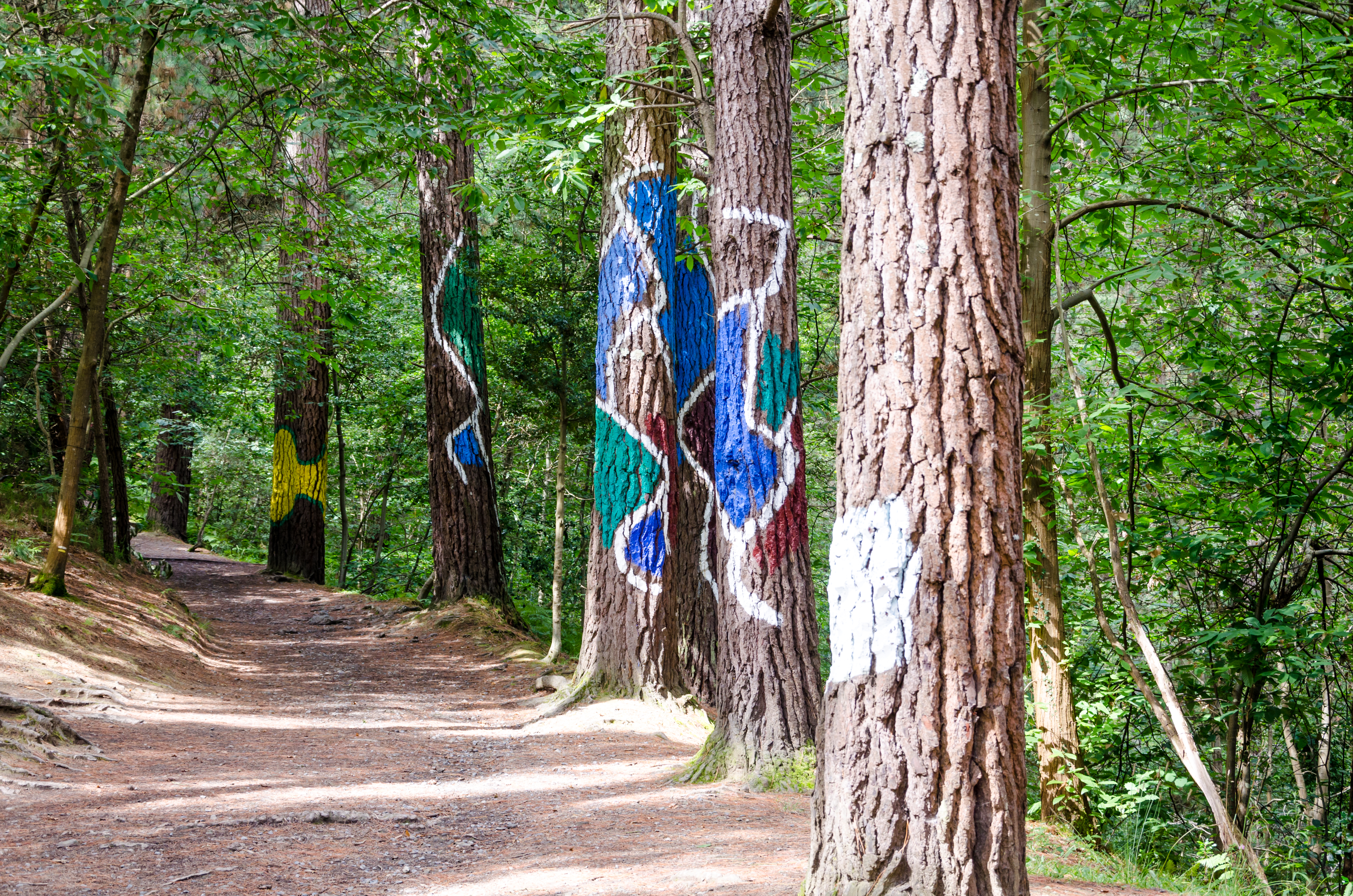
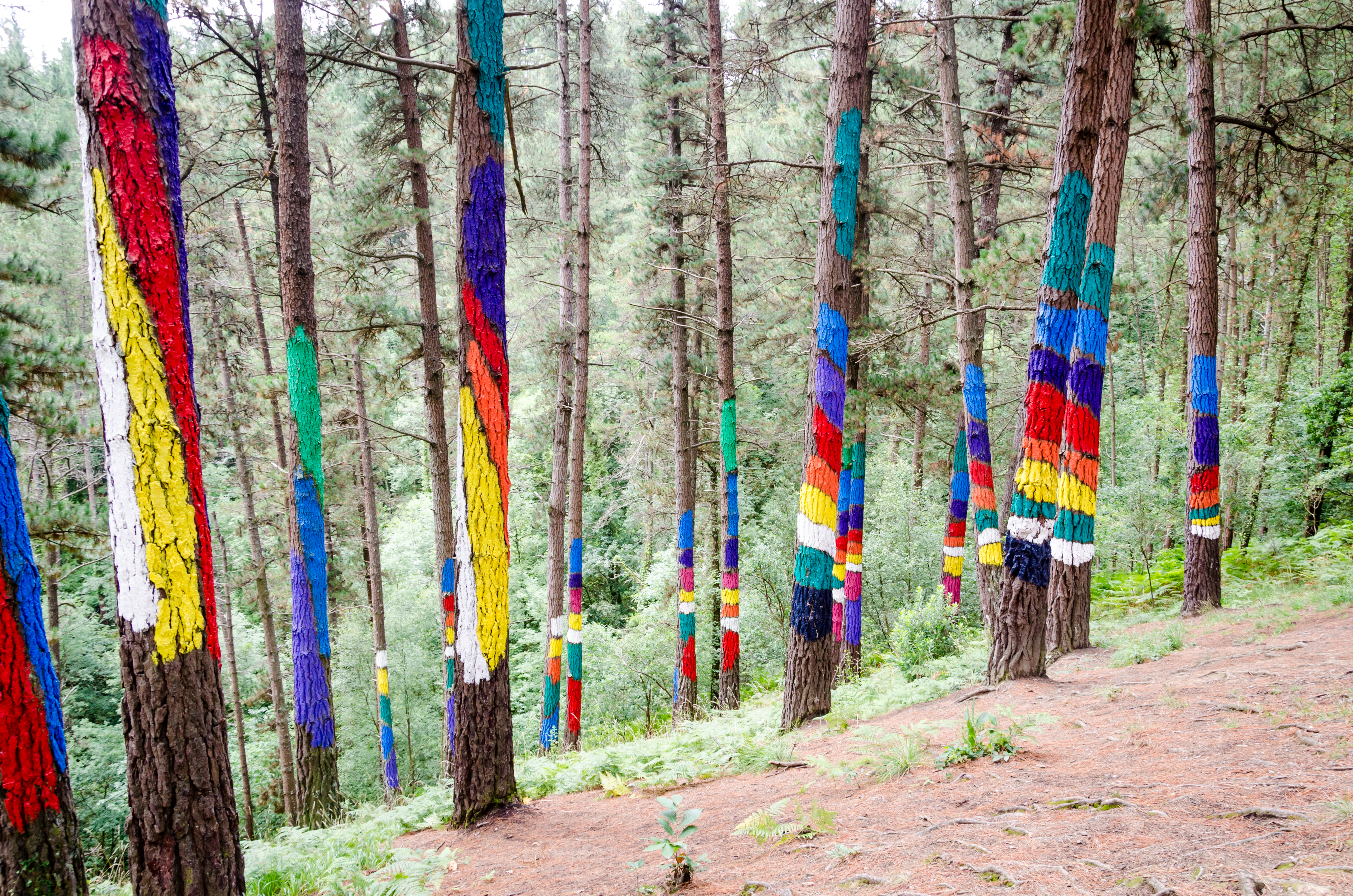
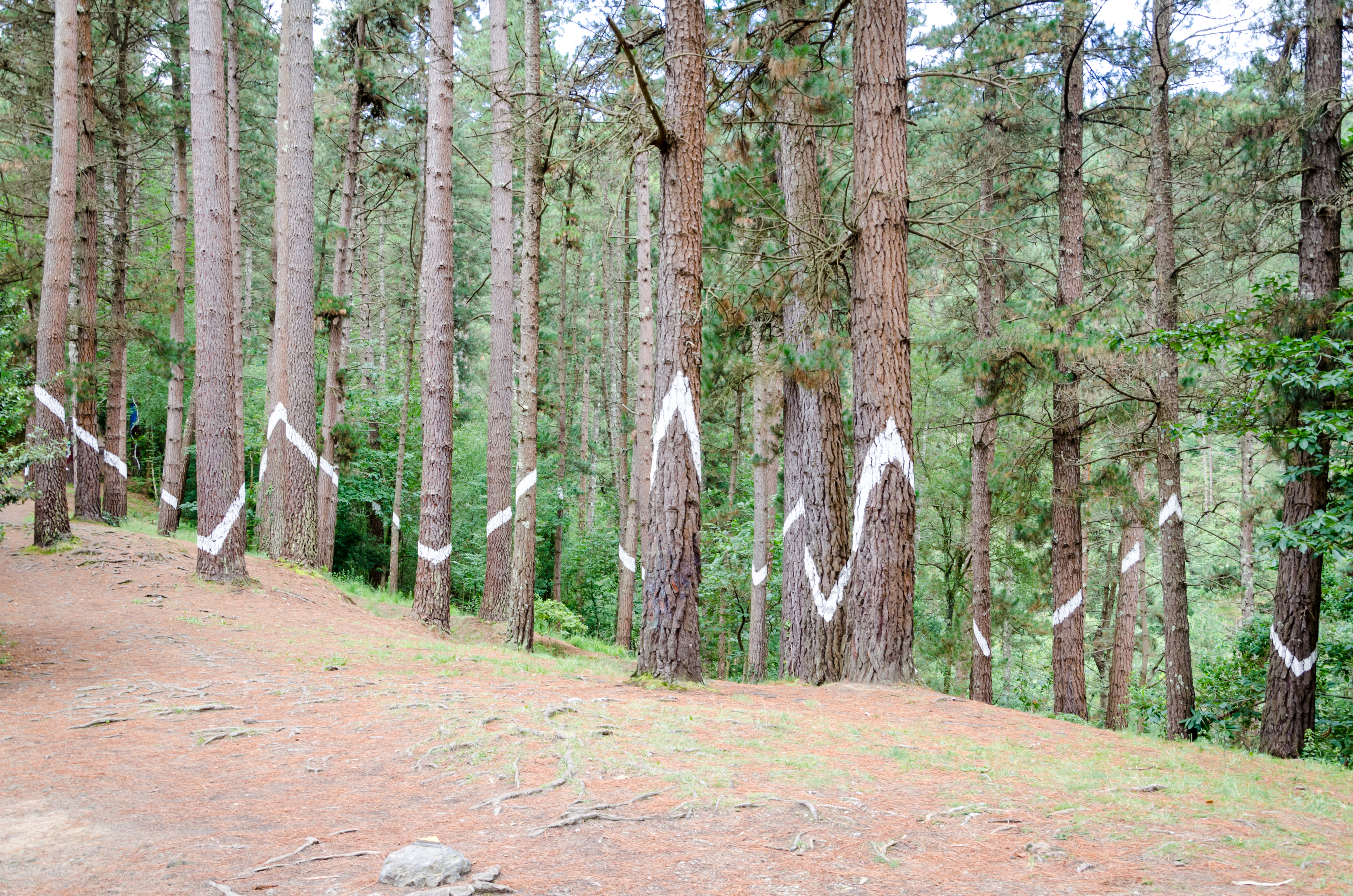
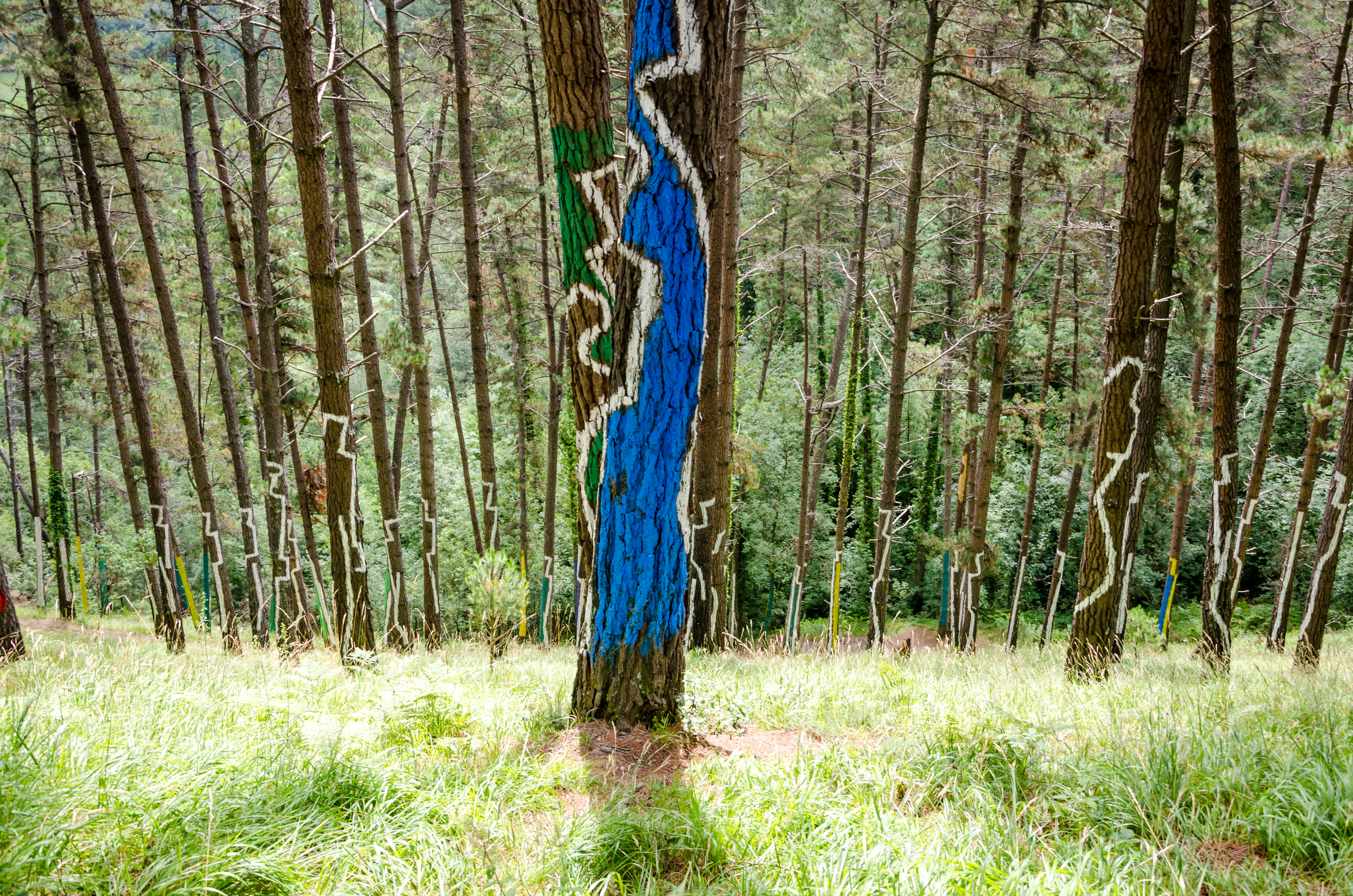
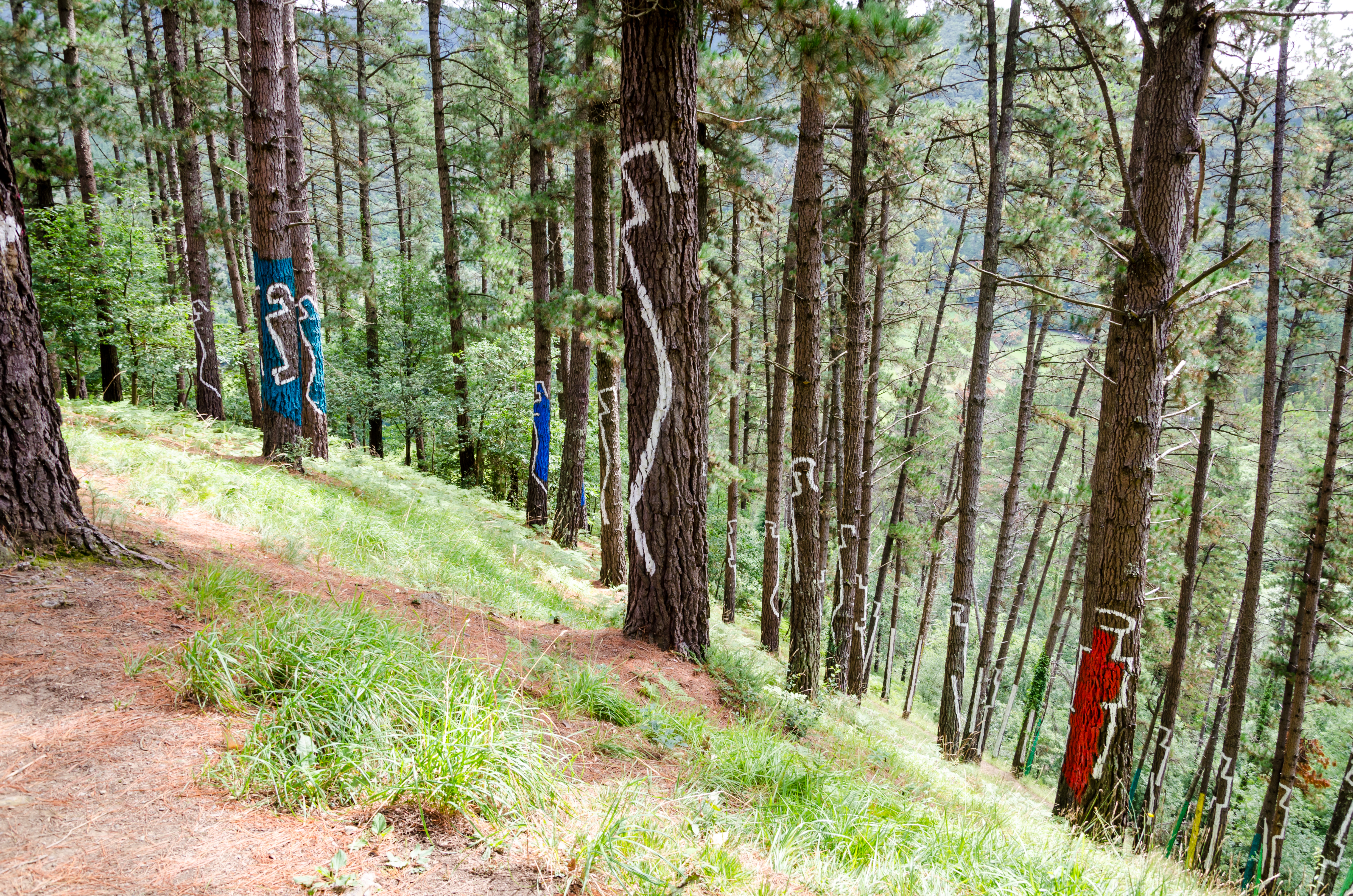
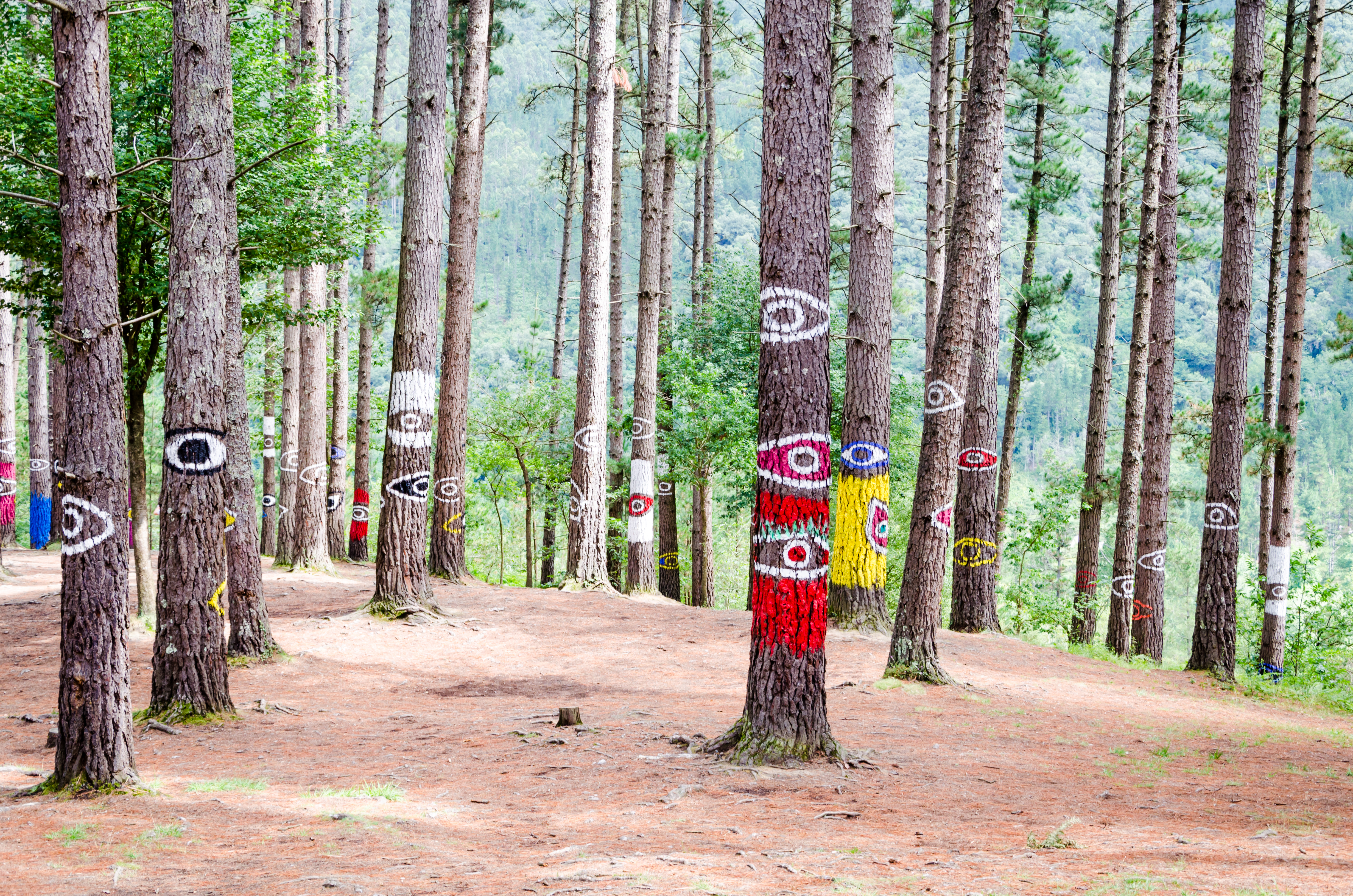
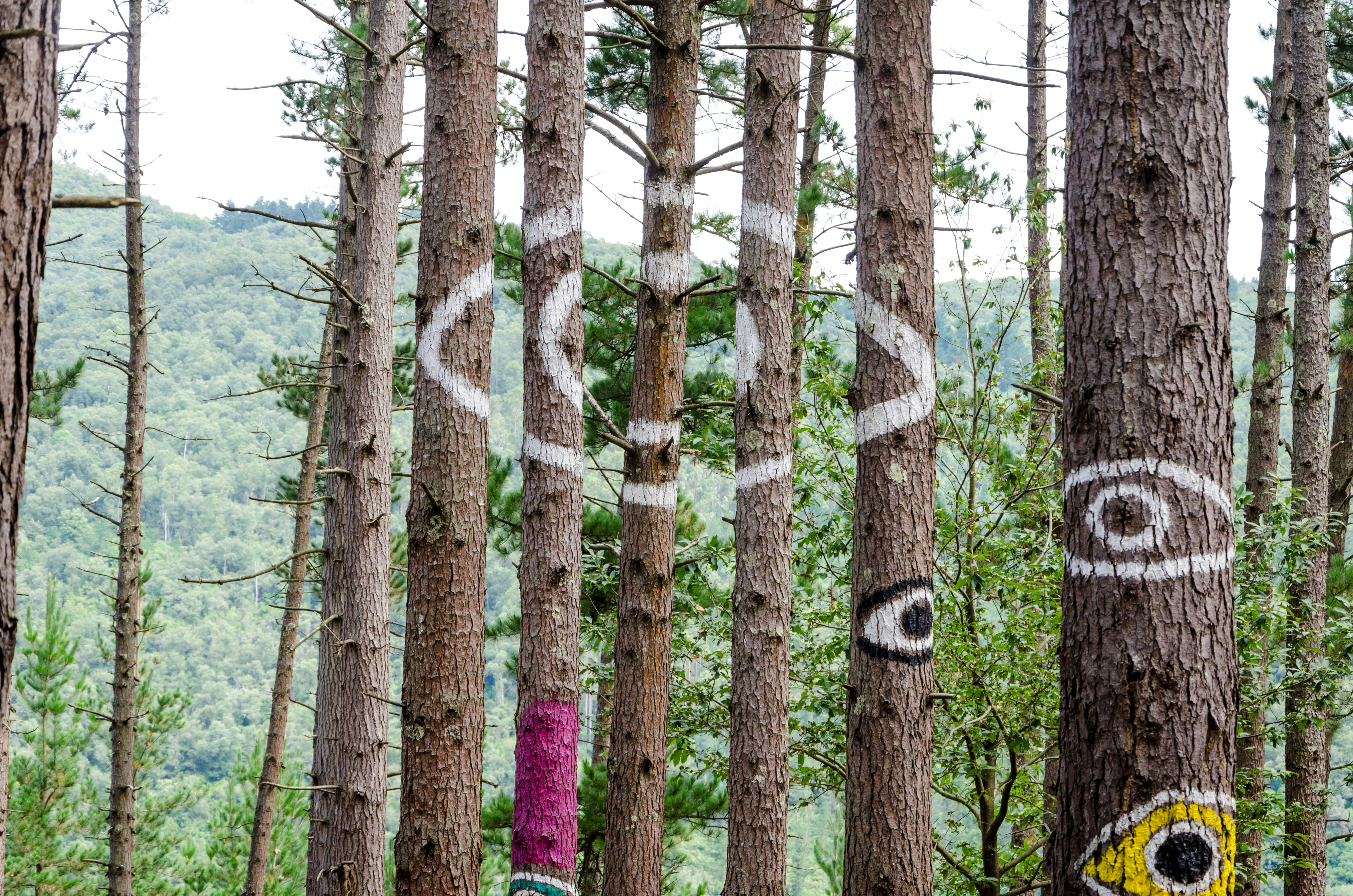
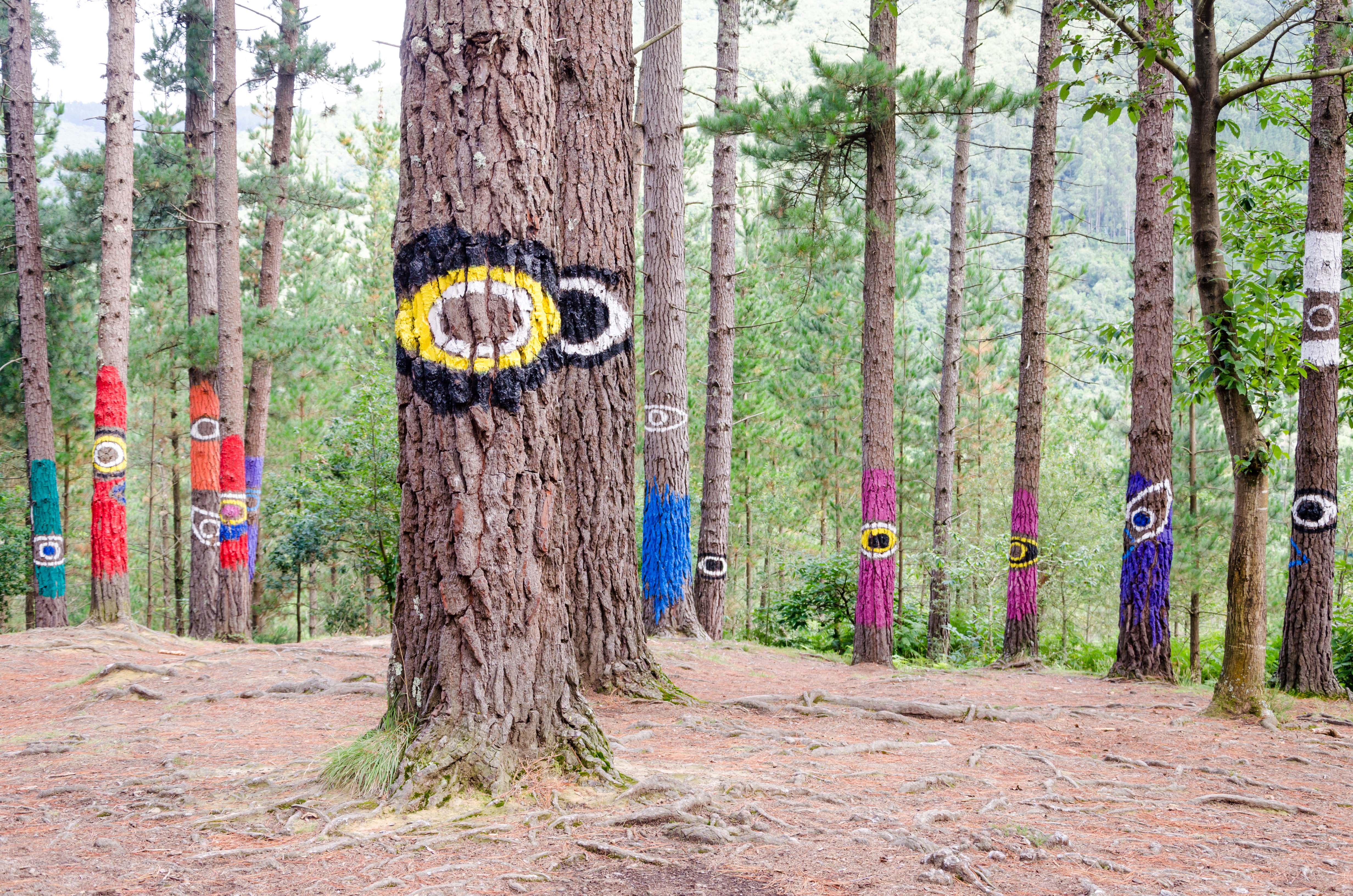
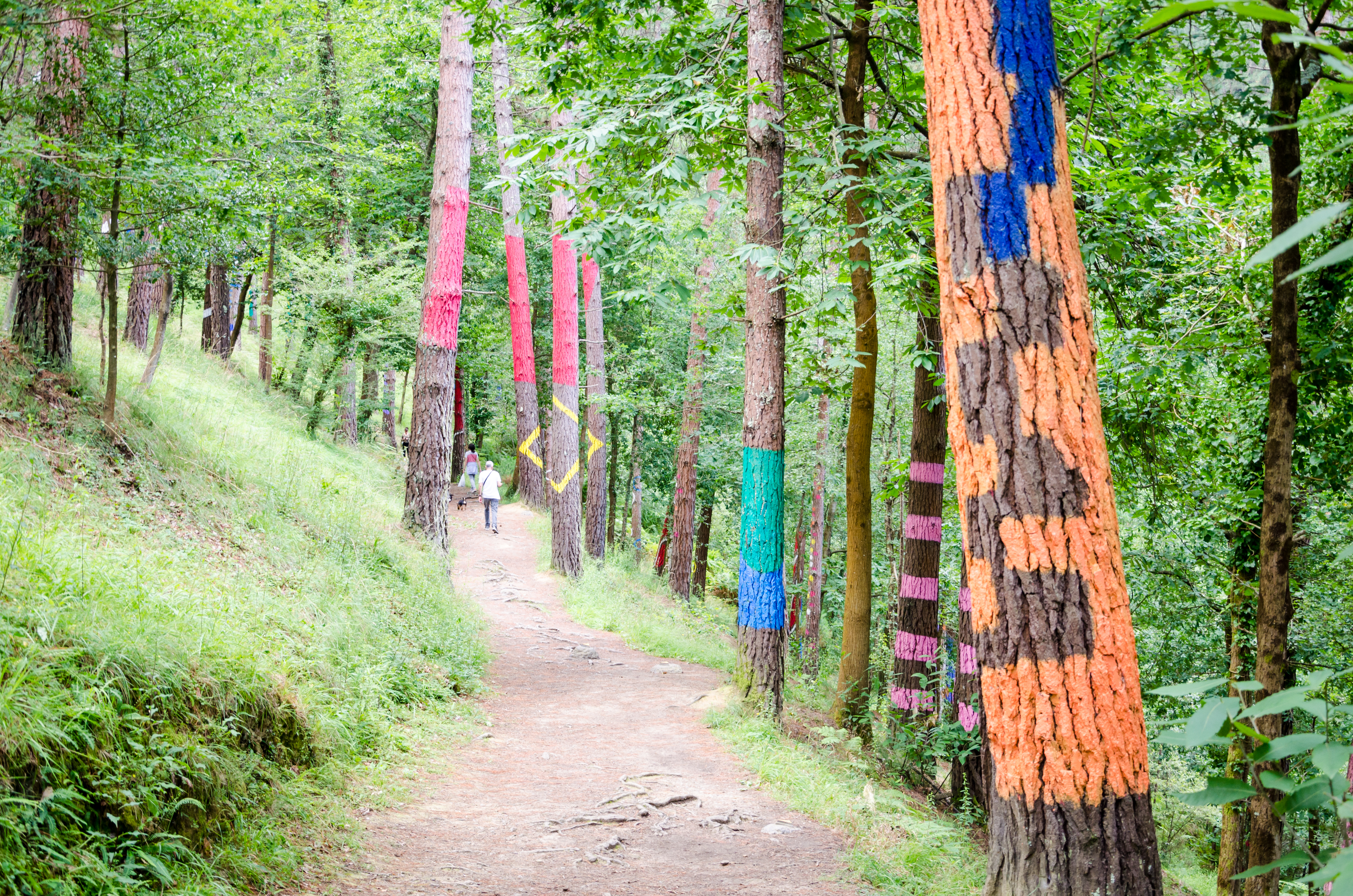
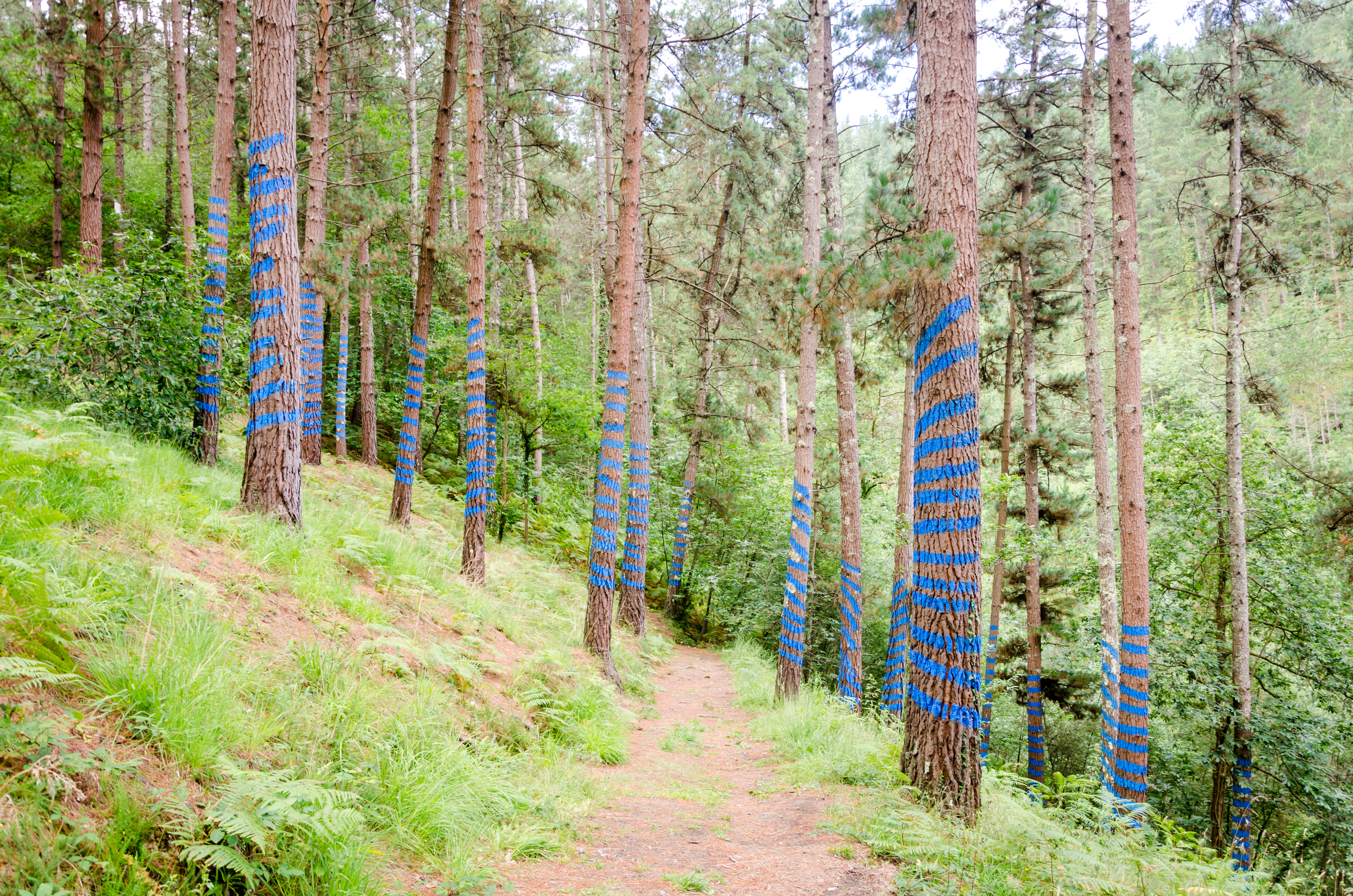
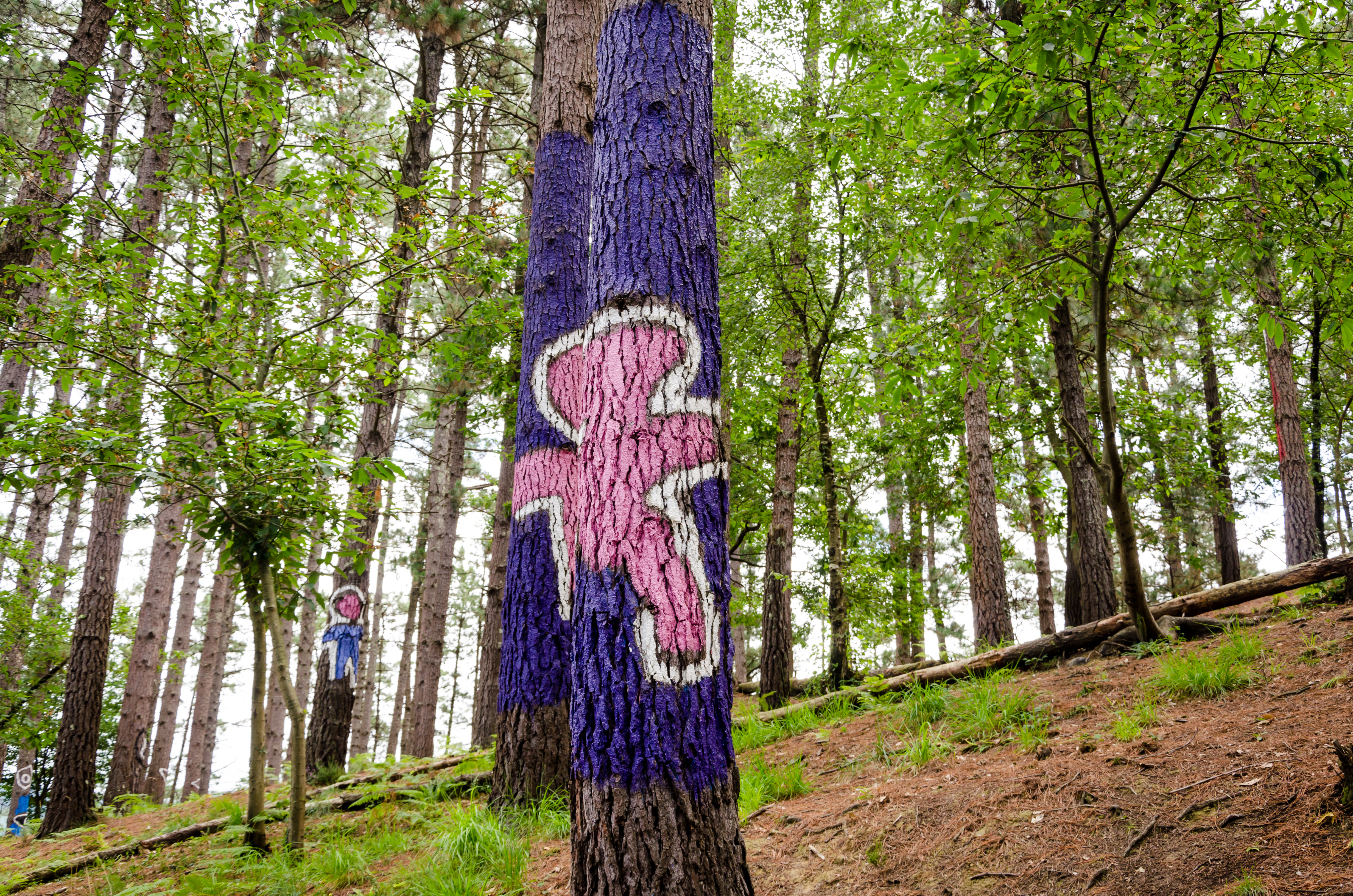
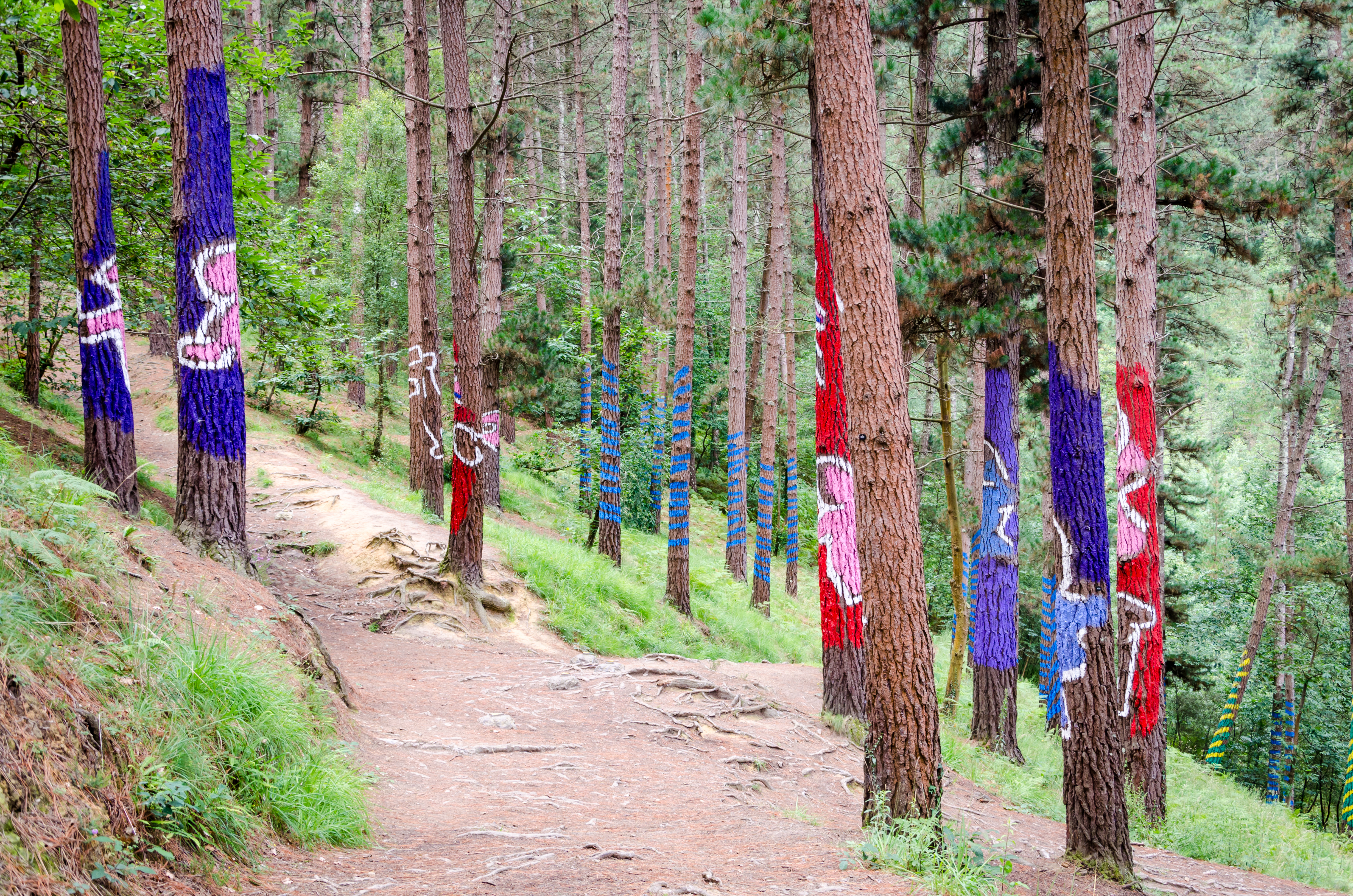